# Parupeneus barberinoides
Parupeneus barberinoides är en fiskart som först beskrevs av Pieter Bleeker 1852.  Parupeneus barberinoides ingår i släktet Parupeneus och familjen mullefiskar. Inga underarter finns listade i Catalogue of Life.